# Zamachy w Brukseli (2016)
Zamachy w Brukseli – seria trzech skoordynowanych terrorystycznych zamachów bombowych przeprowadzonych rankiem 22 marca 2016 w Belgii: dwa na lotnisku w Zaventem w Brukseli i jeden przy stacji metra Maelbeek/Maalbeek w Brukseli. W atakach zginęły 32 osoby i trzech zamachowców samobójców (dwóch podejrzanych jest na wolności), a ponad 316 osób zostało rannych. Trzecia bomba została znaleziona podczas przeszukania lotniska i zdetonowana przez saperów. Do zamachów przyznała się organizacja Państwo Islamskie.
Zamachy były najkrwawszym aktem terroryzmu w historii Belgii. Belgijski rząd ogłosił trzy dni żałoby narodowej.

## Tło zamachów
Belgia jest aktywnym uczestnikiem trwającej interwencji zbrojnej przeciwko Państwu Islamskiemu podczas wojny domowej w Iraku. 5 października 2014 roku belgijski F-16 zrzucił pierwszą bombę na cel IS, na wschód od Bagdadu. Z kolei 12 listopada Irak ostrzegł członków koalicji, że lider IS rozkazał odwetowe ataki na kraje koalicji.
Ponadto proporcjonalnie do populacji, Belgia ma również największą liczbę obywateli spośród krajów Europy Zachodniej, którzy wyjechali walczyć po stronie dżihadystów; w przybliżeniu 440 osób wyjechało do Syrii i Iraku od stycznia 2015 roku. The Guardian podał szacunki, sugerujące, że Belgia dostarczyła do Syrii najwyższą liczbę bojowników na jednego mieszkańca spośród krajów europejskich. Według szacunków było to od 350 do 550 bojowników z łącznej liczby 11 mln mieszkańców, która obejmuje mniej niż 500 tys. muzułmanów. Niektóre raporty twierdziły, że z powodu słabego aparatu bezpieczeństwa i konkurujących ze sobą agencji wywiadowczych, Belgia stała się „wylęgarnią ideologii dżihadu” i „centrum rekrutacyjnym dżihadystów”. W rzeczywistości, Belgia zmaga się z takimi samymi problemami, jak inne kraje europejskie w odniesieniu do terroryzmu dżihadu, a ataki miały miejsce w wyniku braku odpowiedniej polityki zamiast niepowodzeń wywiadu.

### Komórki terrorystyczne w Brukseli
Przed zamachami miało miejsce kilka islamistycznych ataków terrorystycznych poza granicami Belgii. Jednakże przeprowadzono na jej terenie pewną liczbę operacji antyterrorystycznych. W maju 2014 roku zamachowiec mający powiązania z wojną w Syrii zaatakował Muzeum Żydowskie w Brukseli, zabijając cztery osoby. W styczniu 2015 roku przeprowadzono operacje antyterrorystyczne w Brukseli i Zaventem przeciwko grupie planującej drugą strzelaninę „Charlie Hebdo”; w wyniku operacji zginęło dwóch podejrzanych. W sierpniu 2015 roku podejrzany o terroryzm mężczyzna zaczął strzelać i zaatakował nożem pasażerów w pociągu Thalys, podróżującego z Amsterdamu do Paryża przez Brukselę, zanim został obezwładniony przez pasażerów.
Sprawcy zaangażowani w ataki z 13 listopada 2015 roku w Paryżu mieli siedzibę w gminie Molenbeek-Saint-Jean, w wyniku czego Bruksela została zablokowana na pięć dni w celu umożliwienia policji poszukiwania podejrzanych. 18 marca 2016 roku Salah Abdeslam, podejrzany o branie udziału w zamachach w Paryżu, został schwytany podczas dwóch operacji antyterrorystycznych w Molenbeek, w czasie których zginął inny podejrzany, a dwóch zostało rannych. Przynajmniej jeden podejrzany nadal pozostaje na wolności. Podczas przesłuchania, Abdeslam został przedstawiony ze zdjęciami rodzeństwa El Bakraoui, którzy będą później podejrzewani o przeprowadzanie zamachów w Brukseli trzy dni później. Belgijscy śledczy uważali, że aresztowanie Abdeslama mogło przyspieszyć planowanie zamachów bombowych. Według belgijskiego ministra spraw wewnętrznych Jana Jambona, władze wiedziały o przygotowaniach do działania ekstremistów w Europie, jednak stwierdził, że zlekceważono skalę ataku.

## Zamachy
Ataki na osi czasu
- 7:55 – Trzej podejrzani napastnicy przybyli na lotnisko taksówką.
- 7:58 – Na terenie odprawy na lotnisku miały miejsce dwa wybuchy, które dzieliło 9 sekund.
- 8:00 – Rozpoczęcie działań ratowniczych oraz ewakuacji.
- 8:20 – Zatrzymanie transportu kolejowego na lotnisko; rozpoczęcie zamykania dróg.
- 8:40 – Lotnisko potwierdza eksplozję i wzywa ludzi, aby trzymali się z dala od obszaru wybuchu.
- 9:04 – Belgia wprowadza najwyższy stopień zagrożenia terrorystycznego.
- 9:11 – Wybuch na stacji metra Maelbeek/Maalbeek w Brukseli zabija co najmniej 20 osób.
- 9:27 – Cały transport publiczny w mieście zostaje zawieszony.
- 11:15 – Przejazdy kolejowe Eurostar pomiędzy Londynem i Brukselą zostają zawieszone do odwołania.
- 11:50 – Belgijski prokurator federalny potwierdza, że eksplozje są atakami terrorystycznymi i rozpoczyna śledztwo.
- 13:36 – Burmistrz Brukseli potwierdza, że na stacji metra zginęło ok. 20 osób, 106 zostało rannych, w tym 17 poważnie.
- 13:57 – Straż pożarna podaje, że w ataku na lotnisko zginęło 14 osób, a ponad 90 zostało rannych.
- Ok. 17:14 – Belgijska policja detonuje trzecią bombę na lotnisku w Brukseli.
- Ok. 19:30 – Podczas operacji policji w Schaerbeek zostaje znaleziona bomba z gwoździami i flaga IS.

Wszystkie czasy w strefie CET (UTC+1).

W sumie przeprowadzono trzy zamachy: dwa na lotnisku, a jeden na stacji metra.

### Port lotniczy Bruksela
Ataki rozpoczęły się krótko przed godziną 8:00 czasu lokalnego, gdy w międzynarodowej hali odlotów portu lotniczego Bruksela w Zaventem doszło do dwóch wybuchów wywołanych przez zamachowców samobójców. Jeden z wybuchów miał miejsce w pobliżu odprawy British Airways i Iberia, a drugi pomiędzy kawiarnią Starbucks i odprawą Brussels Airlines. Eksplozja spowodowała rozbicie okien oraz znaczne szkody wewnątrz budynku.
Donoszono również, że padły strzały oraz słyszano krzyki w języku arabskim przed wystąpieniem eksplozji. Pracownik lotniska powiedział, że „słyszał jak ktoś krzyczał po arabsku przed wybuchami”. Natomiast podczas przeszukania lotniska odnaleziono trzecią bombę, która nie wybuchła w czasie zamachów; później została zdetonowana przez policję podczas kontrolowanej eksplozji. Prokurator federalny Belgii potwierdził, że wybuchy bomb z gwoździami zostały przeprowadzone przez zamachowców-samobójców.
Po ataku rząd wprowadził na terenie Belgii najwyższy stopień zagrożenia terrorystycznego. Natomiast port lotniczy został zamknięty, a wszystkie starty i lądowania odwołano (ok. 600 lotów) oraz zatrzymano transport kolejowy do lotniska. Następnie podano, że lotnisko ze względu na śledztwo i zniszczenia zostanie zamknięte do 28 marca 2016. Z kolei wszystkie loty powrotne zostały anulowane lub przekierowane na pobliskie lotniska, w tym Charleroi, Ostenda-Brugia i Schiphol.

### Stacja metra Maelbeek/Maalbeek

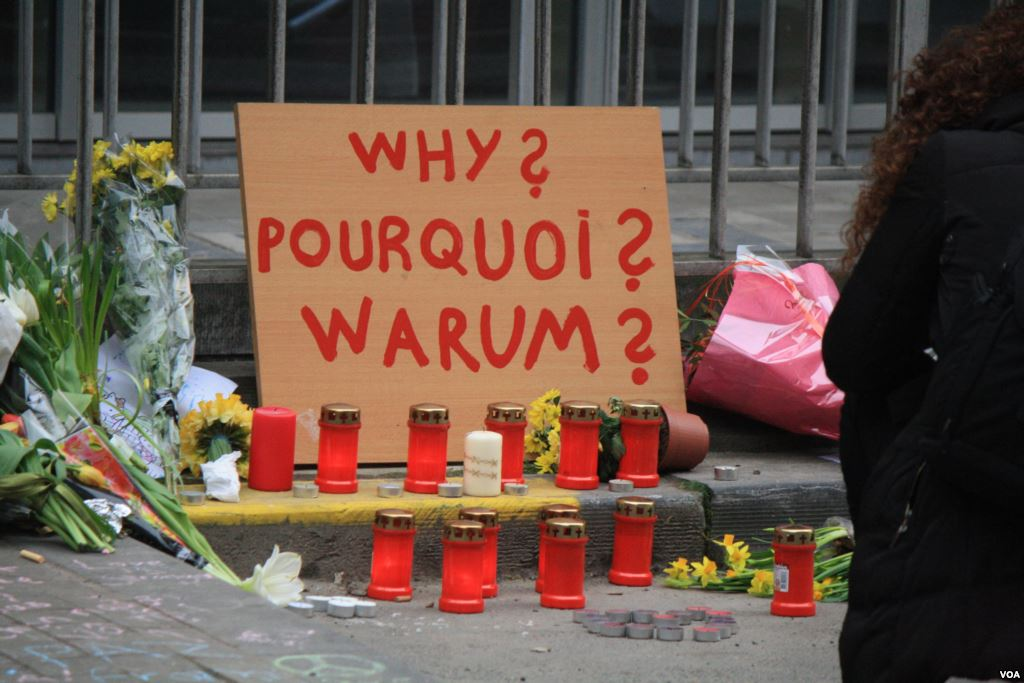
Napis i memoriał na zewnątrz stacji metra, 24 marca 2016.

Kolejna eksplozja miała miejsce około godziny później, na stacji metra Maelbeek/Maalbeek o 9:11 czasu lokalnego w drugim wagonie metra. Pociąg jechał na linii 5 w kierunku centrum miasta i ruszał ze stacji Maelbeek/Maalbeek w kierunku Arts-Loi/Kunst-Wet, gdy wybuchła bomba. Maszynista natychmiast zatrzymał pociąg i pomógł ewakuować pasażerów. Wybuch miał miejsce niedaleko kompleksu siedziby Komisji Europejskiej w centrum Brukseli, 10 km od lotniska w Brukseli. Następnie o godzinie 9:27 czasu lokalnego metro w stolicy zostało zamknięte.

## Ofiary
| Państwo           | Liczba zabitych | Źródło               |
| ----------------- | --------------- | -------------------- |
| Belgia            | 17              | [ 1 ] [ 2 ]          |
| Stany Zjednoczone | 4               | [ 61 ] [ 62 ] [ 63 ] |
| Holandia          | 3               | [ 62 ] [ 64 ]        |
| Szwecja           | 2               | [ 65 ] [ 66 ]        |
| Chiny             | 1               | [ 61 ]               |
| Francja           | 1               | [ 62 ]               |
| Niemcy            | 1               | [ 61 ]               |
| Indie             | 1               | [ 67 ]               |
| Maroko            | 1               | [ 68 ]               |
| Peru              | 1               | [ 68 ] [ 69 ]        |
| Polska            | 1               | [ 70 ]               |
| Szwajcaria        | 1               | [ 61 ]               |
| Wielka Brytania   | 1               | [ 61 ]               |
| Razem             | 35              | [ 1 ] [ 2 ]          |

W zamachach zginęło 35 osób, w tym trzech zamachowców-samobójców, a ponad 316 zostało rannych, 62 osoby były w stanie krytycznym. Początkowo, według belgijskiej straży pożarnej na lotnisku zginęło 14 osób, a 81 zostało rannych. Z kolei burmistrz stolicy Belgii Yvan Mayeur potwierdził, że na stacji metra zginęło 17 osób, a ponad 106 zostało rannych. Cztery osoby w późniejszym czasie zmarły z ran w szpitalu. Zamachy były najkrwawszym aktem terroryzmu w historii Belgii.
Identyfikacja ofiar przebiegała powoli, zwłaszcza ze względu na dużą liczbę zaangażowanych narodowości, które według Ministra Spraw Zagranicznych oszacowano na co najmniej 40. 17 zmarłych osób było obywatelami Belgii, podczas gdy pozostałe 15 pochodziło z 12 krajów. Jedną z ofiar śmiertelnych ataku w Zaventem był André Adam, były stały przedstawiciel belgijski przy ONZ oraz były ambasador w Stanach Zjednoczonych. Wśród rannych znaleźli się również: słoweński dyplomata, były reprezentant Belgii w koszykówce Sébastien Bellin oraz osoby różnych narodowości, w tym trzej Polacy i co najmniej dziewięcioro obywateli Stanów Zjednoczonych.

## Sprawcy
Dwa zamachy samobójcze podczas ataków przeprowadzili dwaj bracia, Khalid i Ibrahim El Bakraoui. Na filmie z monitoringu na lotnisku, Ibrahim był widziany z dwoma innymi mężczyznami; jeden z nich został zidentyfikowany jako Najim Laachraoui, który również przeprowadził atak samobójczy na lotnisku. Wszyscy trzej zidentyfikowani podejrzani byli powiązani z tą samą komórką terrorystyczną, która była odpowiedzialna za ataki w Paryżu w listopadzie 2015 roku.
Na nagraniu wideo ochrony lotniska, widoczni są trzej mężczyźni pchający swoje bagaże. Uważa się, że były w nich bomby, które wybuchły w hali odlotów. Z kolei taksówkarz, który wiózł ich na lotnisko powiedział, że próbował pomóc mężczyznom z ich bagażami, ale kazali mu odejść. Zarówno Ibrahim, jak i Laachraoui wydają się nosić na lewych rękach rękawiczki, w których mogły być ukryte detonatory do materiałów wybuchowych.
W ciągu dziewięćdziesięciu minut po ataku na lotnisko, obszar wokół mieszkania w Schaerbeek, w północnym dystrykcie Brukseli, został otoczony kordonem policji. The New York Times podał, że taksówkarz „powiedział, że zaalarmował policję dopiero po zobaczeniu fotografii z podejrzanymi, która została opublikowana godziny później”. Wewnątrz domu odkryto 15 kg nadtlenku acetonu, 151 litrów acetonu, prawie 30 litrów nadtlenku wodoru, zapalniki, a także walizki wypełnione gwoździami i śrubami oraz flagę Państwa Islamskiego. Co najmniej jeden mieszkaniec donosił o nietypowych zapachach na policji, w wyniku czego policjant Philippe Swinnen sprawdzał budynek dwa razy w ciągu trzech miesięcy, ale nie wchodził do środka.
Znaleziono również laptopa Ibrahima el-Bakraoui w koszu na śmieci w pobliżu domu. W pamięci laptopa był list pożegnalny, w którym napisano, że Ibrahim jest „zestresowany, (...) że czuje się zagrożony i że boi się, że skończy w celi”. Na urządzeniu znaleziono również zdjęcia oraz plany siedziby belgijskiego premiera Charlesa Michela oraz informacje na temat wielu innych miejsc w Brukseli.

### Khalid i Ibrahim El Bakraoui
Bracia El Bakraoui urodzili się w Brukseli i wychowywali się w Laeken, północnej dzielnicy mieszkalnej stolicy Belgii. Byli obywatelami Belgii marokańskiego pochodzenia. Ich ojciec był emerytowanym rzeźnikiem i pobożnym muzułmaninem, który wyemigrował z Maroka, podczas gdy ich matka została opisana jako „konserwatystka i samotniczka”.
Obaj bracia byli znani władzom belgijskim. Jednak w przeciwieństwie do innych radykalnych zwolenników IS, którzy rozpoczynają jako drobni przestępcy, mężczyźni mieli na swoim koncie popełnienie cięższych przestępstw. Amerykańskie Federalne Biuro Śledcze posiadało informacje na temat braci i wysłało je do władz Holandii 16 marca 2016 roku, prawie tydzień przed zamachami. Ibrahim zginął w jednym z zamachów samobójczych na brukselskim lotnisku, a Khalid zginął w samobójczym zamachu bombowym na stację metra. Obaj uniknęli schwytania podczas operacji antyterrorystycznej policji w Brukseli 15 marca 2016 roku.
Ibrahim El Bakraoui (ur. 9 października 1986 w Brukseli) był zaangażowany w próbę napadu na kantor wymiany walut w styczniu 2010 roku, gdzie postrzelił policjanta z karabinu Kałasznikowa. Burmistrz Brukseli Freddy Thielemans i burmistrz Molenbeek Philippe Moureaux opisali to jako „fait divers” i „normalne w dużym mieście”, wywołując kontrowersje. Ibrahim został skazany na 10 lat więzienia, ale został zwolniony warunkowo w październiku 2014 roku. Otrzymał zakaz opuszczania kraju na okres dłuższy niż miesiąc. Jednak nie przestrzegał warunków zwolnienia warunkowego i był ponownie poszukiwany przez władze. Po zamachach prezydent Turcji Recep Tayyip Erdoğan powiedział, że w czerwcu 2015 roku Ibrahim został deportowany z Turcji do Holandii z powodu podejrzenia, że chce walczyć w Syrii. Władze Belgii i Holandii zostały poinformowane o zatrzymaniu i deportacji, ale najwidoczniej zignorowały ostrzeżenia i Holandia wydała Ibrahima po nieudanej próbie ustalenia jego związku z terroryzmem. FBI oświadczyło 16 marca 2016 roku, że śledziło Ibrahima i jego działalność przestępczą od września 2015 roku.
Khalid El Bakraoui (ur. 12 stycznia 1989 w Brukseli) był jednym z trzech ludzi bezpośrednio zaangażowanych w napad na bank 27 października 2009 roku. Z dwoma wspólnikami porwali pracownicę banku, wymusili na niej jazdę do brukselskiego oddziału banku AXA i wyłączenie alarmu, a następnie ukradli 41 tysięcy euro. Dwa tygodnie później Khalid el-Bakraoui ukradł Audi S3 i został zatrzymany przez policję w brukselskim magazynie pełnym kradzionym samochodów. Nie przedstawiono mu żadnych zarzutów. W 2011 roku Khalid został aresztowany za posiadanie kałasznikowów i skazany na 5 lat więzienia za kradzieże samochodów. Został zwolniony warunkowo w 2013 lub 2014 roku po odbyciu większości swojego wyroku. Po uwolnieniu został aresztowany po spotkaniu z byłym wspólnikiem w maju 2015 roku, który naruszył termin jego zwolnienia warunkowego. Jednak sędzia wypuścił go ze względu na spełnienie reszty warunków zwolnienia. Od października 2015 roku nie stawiał się na spotkaniach ws. zwolnienia warunkowego oraz opuścił swoje miejsce zamieszkania, w wyniku czego w lutym 2016 roku anulowano jego zwolnienie warunkowe. W sierpniu 2015 roku Interpol wydał nakaz jego aresztowania. We wrześniu 2015 roku pod pseudonimem Ibrahim Maaroufi wynajął mieszkanie w Charleroi, które zostało wykorzystane jako kryjówka przez niektórych sprawców ataków w Paryżu. Następnie 11 grudnia 2015 wydano na Khalida dwa kolejne nakazy aresztowania: jeden międzynarodowy i jeden europejski, oba wydane przez paryskiego sędziego, prowadzącego śledztwo ws. ataków w Paryżu, ponieważ Khalid wynajął mieszkanie Charleroi, gdzie znaleziono odciski organizatora ataków Abdelhamida Abaaouda i zamachowca-samobójcy Bilala Hadfiego. 16 marca 2016 roku FBI poinformowało władze holenderskie, że Khalid był poszukiwany za „terroryzm, ekstremizm i rekrutację”, ale 30 marca minister spraw wewnętrznych Holandii Ard van der Steur, napisał, że raport „pochodził z Wydziału Wywiadu Policji Nowego Jorku i został przekazany przez holenderską ambasadę w Waszyngtonie”.

### Najim Laachraoui
Najim Laachraoui (znany również pod własnym przybranym imieniem Soufiane Kayal, ur. 18 maja 1991 w Adżdir, Maroko) został potwierdzony jako jeden z dwóch zamachowców-samobójców na lotnisku 23 marca. Urodził się w Maroku, ale wychowywał się w dzielnicy Schaerbeek, gdzie studiował w miejscowej katolickiej szkole Świętej Rodziny. W latach 2009–2010 studiował inżynierię na Université Libre de Bruxelles, ale nie ukończył jej z dyplomem. Następnie studiował inżynierię elektromechaniczną na Université catholique de Louvain w latach 2010–2011 którą ukończył z tytułem baccalauréat.
Laachraoui wyjechał do Syrii we wrześniu 2013 roku, podczas jednej z pierwszych fal wyjazdów belgijskich dżihadystów. Jego pseudonim wojenny to Abu Idriss. Jego rodzina straciła z nim kontakt. W wyniku tego burmistrz Schaerbeek oświadczył, że Laachraoui został usunięty z rejestru wyborców w 2015 roku oraz że jest „niezdolny do zrobienia więcej”. We wrześniu 2015 roku wrócił do Europy razem z Salahem Abdeslamem, jednym z organizatorów zamachów w Paryżu w listopadzie 2015 roku. Podczas kontroli posłużył się fałszywymi dokumentami. W lutym 2016 roku belgijski sąd skazał go zaocznie za zaangażowanie w działalność Państwa Islamskiego oraz podejrzewano go o należenie do komórki terrorystycznej kierowanej przez Khalida Zerkaniego, który rekrutował bojowników w Syrii, w tym Abdelhamid Abaaoud, organizatora listopadowych ataków w Paryżu w 2015 roku. Udał się do sądu i oczekiwał na wyrok, który miał zostać ogłoszony w maju tegoż roku.
Najim Laachraoui posługując się pseudonimem Soufiane Kayal wynajął dom pod Namurem dżihadystom, którzy opracowali plan zamachów w Paryżu z listopada 2015 roku. DNA Najima Laachraoui odkryto m.in. na materiałach wybuchowych, a także w wynajętym domu, z którego korzystali terroryści. Dzienniki „La Libre”, „Derniere Heure” i „De Tijd” zaprzeczyły, że doszło do zatrzymania Najima Laachraoui. Podobnie jak bracia El Bekraoui, uniknął schwytania podczas operacji policyjnych w dniach 15 i 18 marca 2016 roku, podczas których schwytano Salaha Abdeslama. Uważa się, że Laachraoui popełnił samobójstwo za pomocą pasa szahida, których używano również podczas zamachów w Paryżu.

### Mohamed Abrini

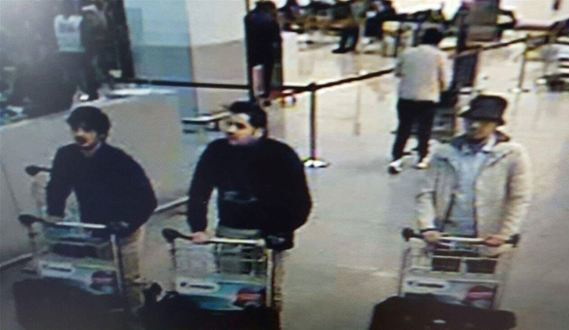
Kadr z nagrania CCTV pokazujący Najima Laachraoui (z lewej), Ibrahima El Bakraoui (w środku) i Mohameda Abriniego (z prawej) na lotnisku w Brukseli, tuż przed zamachami.

Mohamed Abrini (ur. ok. 1984 roku) został aresztowany 8 kwietnia 2016 przez policję, która uważała go za trzeciego zamachowca na lotnisku. Po konfrontacji z fotografiami, przyznał, że był „człowiekiem w kapeluszu” widzianym przez kamery monitoringu na lotnisku w Brukseli.
Początkowo informowano, że mężczyzna po prawej stronie z nagrania monitoringu, który pozostaje na wolności, to Laachraoui. Natomiast mężczyzna po lewej stronie, który zginął w zamachach samobójczych na lotnisku, pozostawał niezidentyfikowany. Z kolei raporty o podejrzanych aresztowanych w dzielnicy Anderlecht w Brukseli, wśród których miał być Laachraoui, okazały się fałszywe. Później potwierdzono, że mężczyzna po lewej stronie to Laachraoui; człowiek będący na wolności pozostawał niezidentyfikowany. Zdaniem władz belgijskich niezidentyfikowany mężczyzna był przewodnikiem lub wsparciem dla Ibrahima i Laachraoui. Media belgijskie zidentyfikowały trzeciego mężczyznę jako Faycala Cheffou, niezależnego dziennikarza, lecz nie była to poszukiwana osoba.
7 kwietnia 2016 belgijska policja federalna opublikowała film, który pokazuje drogę podjętą przez podejrzanego mężczyznę po zamachu na lotnisko. Dzień później telewizja VRT podała, że policja zatrzymała Mohameda Abriniego, podejrzanego o udział w serii zamachów w Paryżu z listopada 2015, a według agencji Reutera Abrini prawdopodobnie jest jednym zamachowców z lotniska Zavantem oraz mężczyzną widzianym na filmie.

### Osama Krayem
Osama Krayem (ur. ok. sierpnia 1992 roku), obywatel Szwecji, został nagrany razem z Khalidem El Bakraoui na stacji metra Pétillon krótko przed zamachem na stacji Maelbeek/Maalbeek. Krayem został aresztowany 8 kwietnia pod zarzutem pomagania Khalidowi w przeprowadzeniu ataku. W 2015 roku walczył w Syrii, natomiast przed powrotem do Europy używał przybranego nazwiska Naïm Al Hamed według  sfałszowanego paszportu, który przedstawił.

### Inni podejrzani
Śledczy ujawnili obecność innego podejrzanego zamachowca, który był widziany wraz z Khalidem El Bakraoui na stacji metra; on także pozostaje na wolności.
24 marca, sześć osób zostało zatrzymanych podczas policyjnych operacji w Brukseli, Jette i Schaerbeek; wszyscy zostali aresztowani w związku z dochodzeniem dotyczącym zamachów.
25 marca 28-letni Marokańczyk został zatrzymany w czasie rutynowej kontroli policyjnej w Gießen w Niemczech; twierdzono, że mężczyzna, który bez sukcesu ubiegał się o azyl, jest w bezpośrednim kontakcie z napastnikami z Brukseli. Ponadto w czasie policyjnej operacji na terenie dzielnicy Schaerbeek został zabity mężczyzna powiązany z atakiem w Brukseli.
Według stanu z 26 marca, dwunastu mężczyzn zostało aresztowanych w związku z zamachami. Tego samego dnia belgijska prokuratura oskarżyła niejakiego Faycala C., który został zatrzymany dwa dni wcześniej przed biurem belgijskiej prokuratury. Zidentyfikowany przez media jako Fayçal Cheffou w czasie zamachu był ubrany kapelusz i kamizelkę. Został oskarżony o „morderstwa terrorystyczne, usiłowanie zabójstwa o charakterze terrorystycznym i udział w działalności terrorystycznej”. W trakcie przeszukania jego domu nie stwierdzono obecności materiałów wybuchowych oraz broni i 28 marca został zwolniony z powodu braku dowodów.
27 marca we Włoszech został zatrzymany Algierczyk, będący częścią szajki zajmującej się fałszowaniem dokumentów, która dostarczyła podrobione dokumenty sprawcom obu ataków, w Paryżu i Brukseli. Belgijski rząd wydał europejski nakaz aresztowania mężczyzny, którego agencja informacyjna ANSA zidentyfikowała jako 40-letniego Djamala Eddine Ouali w dniu 6 stycznia. Imię Ouali pojawiło się w trakcie poszukiwań przeprowadzonych w październiku 2015 roku w dzielnicy Saint-Gilles w Brukseli, w wyniku których odnaleziono ok. 1000 cyfrowych zdjęć, które były używane do tworzenia fałszywych dokumentów tożsamości.
28 marca prokurator poinformował, że zarzut o udział w organizacji terrorystycznej usłyszeli Aboubaker O., Yassine A. i Mohamed B.

## Następstwa
W wyniku ataków na terenie całej Belgii przeprowadzono naloty i przeszukania oraz podwyższono poziom bezpieczeństwa w wielu krajach.

### Belgia

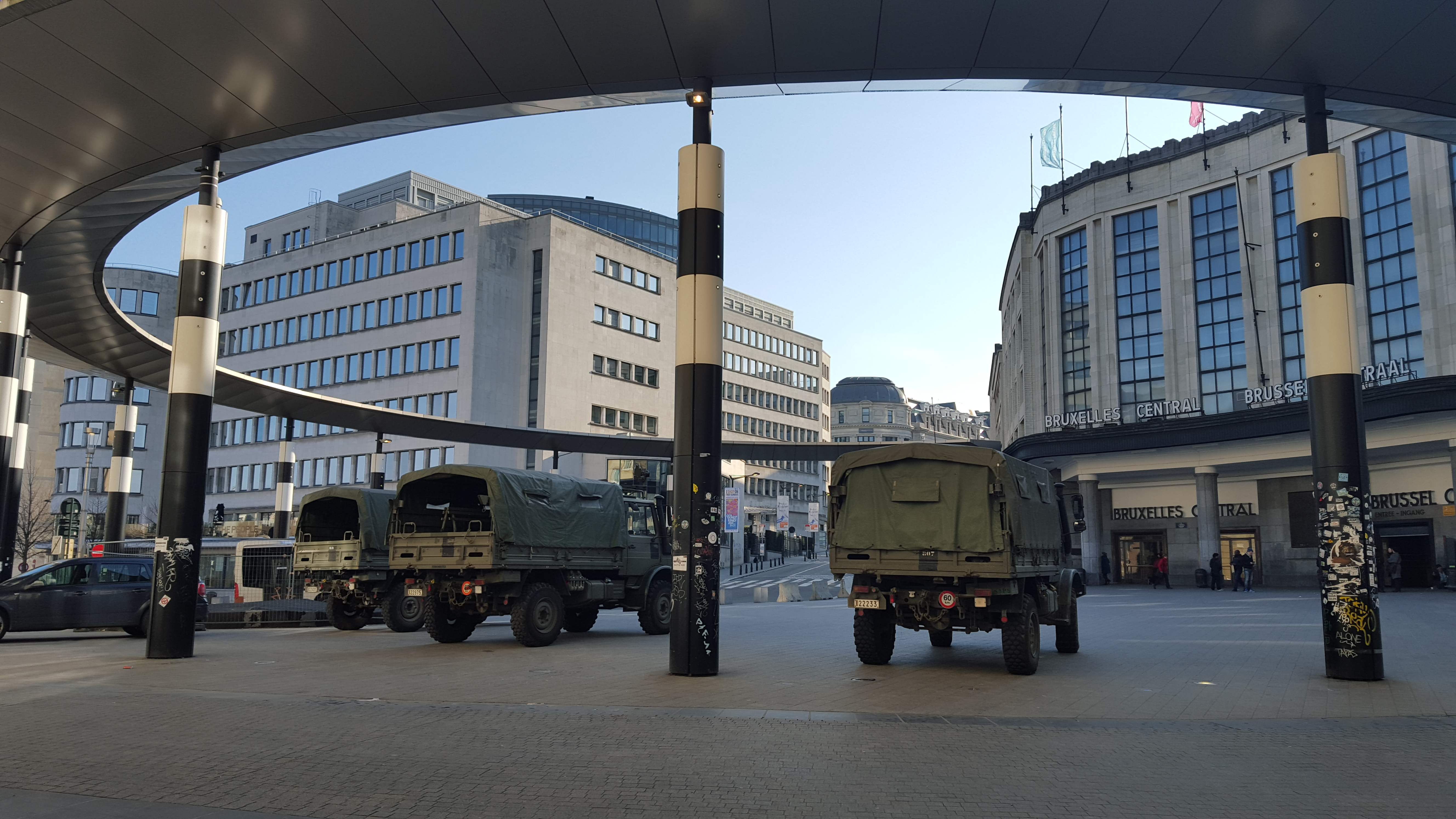
Stacja kolejowa Bruxelles-Central/Brussel-Centraal po zamachach, 26 marca 2016.

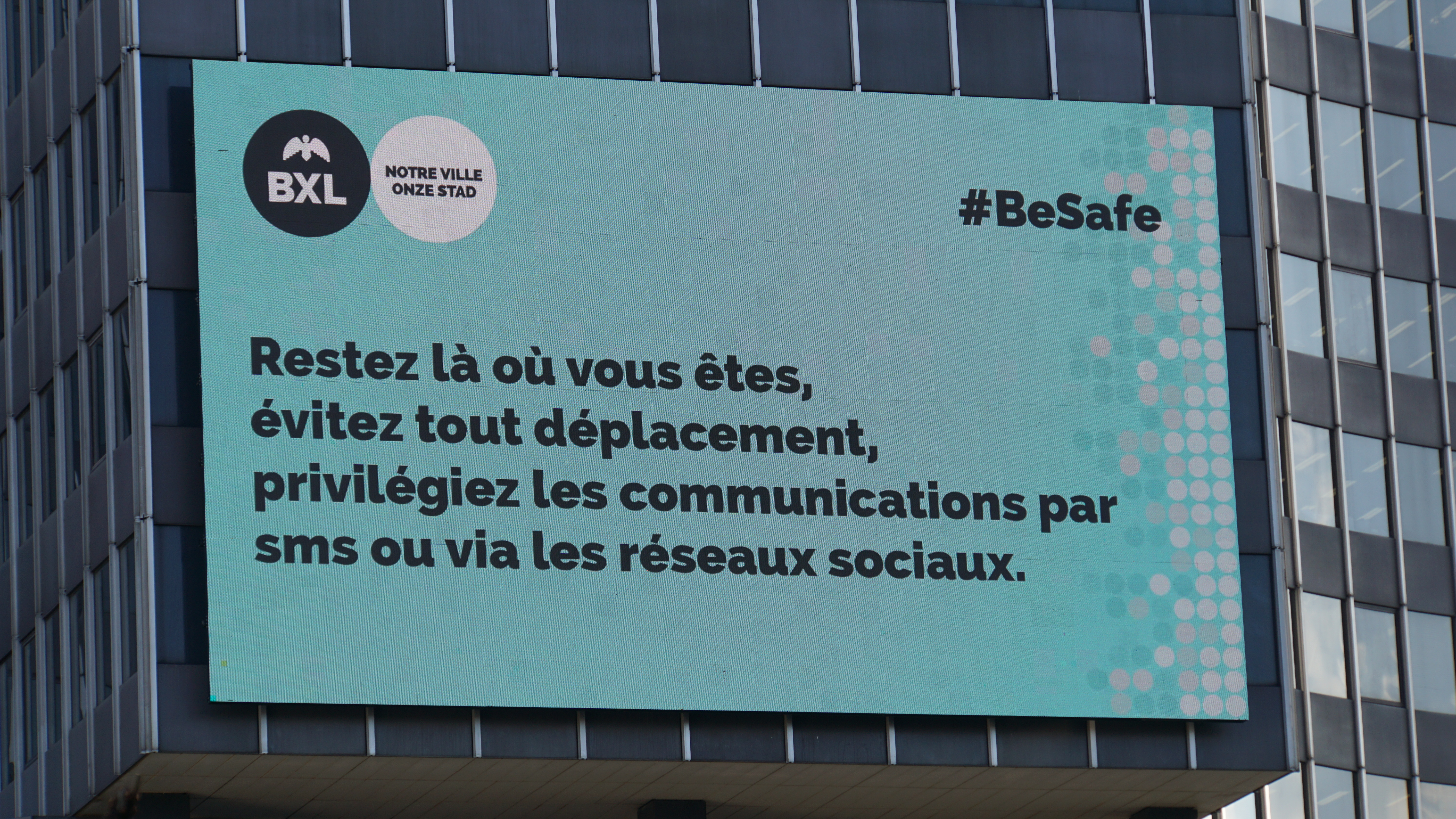
Cyfrowe ogłoszenie w Brukseli, który po francusku brzmi: „Zostań tam, gdzie jesteś, unikaj wszelkiego ruchu, priorytet komunikacji poprzez SMS lub sieci społecznościowe”.

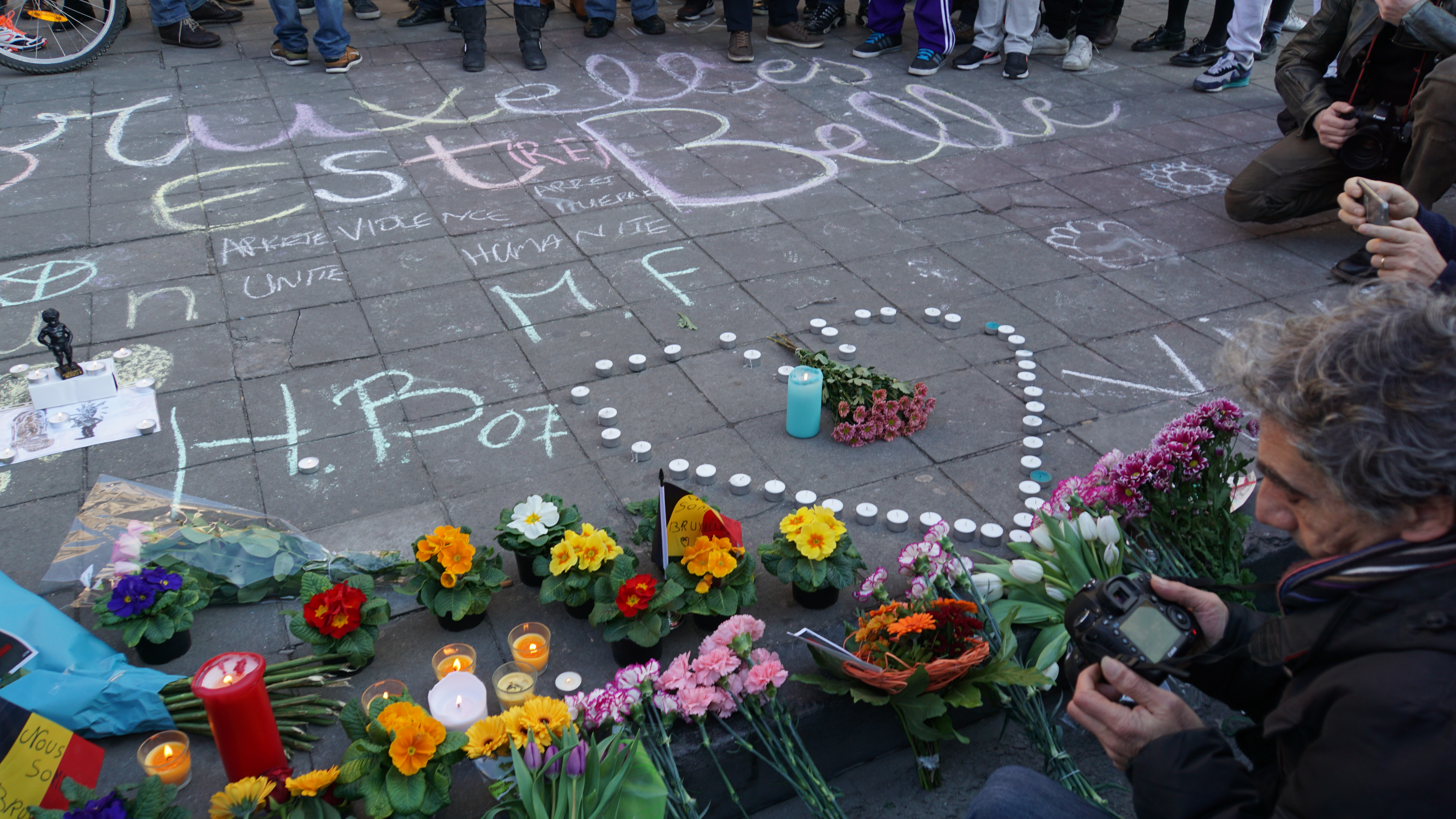
Zgromadzeni ludzie malowali rysunki kredą i składali kwiaty dla ofiar. Największy komunikat mówi (z jęz. francuskiego) „Bruksela jest piękna”, z późniejszymi dopiskami o treści: „Stop przemocy”, „Stop wojnie”, „Jedność” i „Ludzkość”.

Władze belgijskie tymczasowo wstrzymały ruch lotniczy na lotnisku oraz ewakuowano budynki terminalu. Lotnisko było zamknięte dla ruchu pasażerskiego, natomiast datę ponownego otwarcia przekładano kilkakrotnie, z prognozą ponownego otwarcia w dniu 29 marca 2016 roku. Budynek Berlaymont, który znajduje się w pobliżu stacji Maelbeek/Maalbeek i jest siedzibą Komisji Europejskiej, został zamknięty. Z kolei na podejrzanych obiektach, znalezionych wokół stacji Maelbeek/Maalbeek przeprowadzono kontrolowane eksplozje.
Wszystkie środki transportu publicznego w stolicy zostały wstrzymane w wyniku ataków. Stacje Bruxelles-Nord, Bruxelles-Central/Brussel-Centraal i Bruxelles Midi zostały ewakuowane i zamknięte, a Eurostar anulował podróże do dworca Bruxelles Midi. Wszystkie pociągi z Paryża do Brukseli również anulowano. Z kolei taksówki w Brukseli woziły pasażerów bez opłat w czasie trwania blokady. Stacja kolejowa Gare du Nord, z połączeniami kolejowymi do Brukseli, również została tymczasowo zamknięta.
Belgijskie Ministerstwo Spraw Wewnętrznych wprowadziło najwyższy stopień zagrożenia terrorystycznego po zamachu na lotnisku. Ponadto rząd ostrzegł, że niektórzy sprawcy mogą być wciąż na wolności i wezwał obywateli, aby skontaktowali się z przyjaciółmi i rodziną za pomocą mediów społecznościowych w celu uniknięcia przeciążenia sieci telefonicznych.
Agencja prasowa Belga podała, że dwie belgijskie elektrownie atomowe, Tihange i Doel, zostały częściowo ewakuowane w ramach środków ostrożności. Po zamachach do minimum zredukowano personel i pozostali tylko niezbędni pracownicy, potrzebni do zapewnienia pracy elektrowni. Natomiast nadzór nuklearny AFCN podał, że cały personel zostanie dokładnie skontrolowany.
Tymczasowo zamknięto również granicę z Francją oraz Holandią, a władze tych dwóch państw wprowadziły kontrole graniczne na niektórych głównych przejściach na granicy Francja-Belgia.
W związku z zamachami rząd federalny zarządził trzydniową żałobę narodową, trwającą od wtorku do czwartku, a flagi zostały opuszczone do połowy masztów na budynkach publicznych. 23 marca 2016 w południe czasu lokalnego w Belgii uczczono pamięć ofiar minutą ciszy.
Ponadto 23 marca 2016 roku organizacje muzułmańskie takie jak „Liga Imamów w Belgii” czy „Komitet Wykonawczy Muzułmanów Belgii” publicznie potępiły zamachy i złożyły kondolencje ofiarom oraz ich rodzinom.
Lotnisko zostało zamknięte 22 marca 2016, a ponowne otwarcie przekładano kilka razy. 29 marca przeprowadzono test operacyjny. Oficjalna data wznowienia działalności lotniska miała zostać ogłoszona 30 marca 2016. W przypadku ponownego otwarcia docelowo przewidywano 800–1000 pasażerów na godzinę, w porównaniu do ruchu sprzed zamachów, który wynosił po 5000 pasażerów na godzinę. Opóźnienie ponownego otwarcia było spowodowane rozległymi uszkodzeniami infrastruktury budynku. W przypadku otwarcia planowano również utworzenie tymczasowego terminalu. Gdy lotnisko wznowiło działalność, początkowo tylko Brussels Airlines mogło z niego korzystać, natomiast inne linie lotnicze zostały przywrócone w późniejszym czasie.
Zamknięcie lotniska dotknęło również przedsiębiorstwa z nim związane. W wyniku tego zamknięto Sheraton Brussels Airport Hotel oraz Four Points by Sheraton Brussels. Z kolei 23 marca wznowiono loty transportowe, ale biura wynajmu samochodów nadal pozostawały zamknięte.
27 marca 2016 roku na Place de la Bourse w centrum Brukseli mieszkańcy chcieli uczcić w niedzielę pamięć ofiar zamachów. Jednak doszło do zamieszek, które zostały wywołane przez prawicowych demonstrantów, skandujący hasła przeciw imigrantom i Państwu Islamskiemu. Doszło do starć z policją, która była zmuszona użyć armatek wodnych.
29 marca 2016 okazało się, że Ibrahim i Khalid El Bakraoui zostali wypuszczeniu z więzienia ze względu na prawo wprowadzone w 1888 roku znane jako „Lejeune”, według którego więźnia należy zwolnić po odbyciu ⅓ wyroku. Belgijski minister spraw wewnętrznych Jan Jambon stwierdził, że partie rządzące porozumieli się ws. aktualizacji prawa w 2014 roku. Prawo „Lejeune” było po raz pierwszy przedmiotem kontroli po zwolnieniu z więzienia seryjnego mordercy i pedofila Marca Dutroux w 1992 roku.
30 marca 2016 planowano ponowne otwarcie lotniska Zaventem, jednak odwołano je z powodu strajku pracującej tam policji portu lotniczego. Policjanci lotniska uważali, że środki bezpieczeństwa na lotnisku były zbyt słabe i chcieli, aby detektory metalu, skanery ciała i maszyny do prześwietlania bagażu były ustawione już przed wejściem do budynku lotniska. Ostatecznie spór został rozwiązany, a otwarcie portu lotniczego zaplanowano na 3 kwietnia. W tym samym dniu odbył się lot Brussels Airlines do Faro oraz przelot do Aten i Turynu. Po ponownym otwarciu, jedynie pasażerowie mogli wejść do  tymczasowej hali odlotów oraz zorganizowano punkty kontroli na drodze do lotniska. Ponadto dopuszczono do ruchu tylko samochody i taksówki, natomiast pozostały transport publiczny nadal był zawieszony. Dodatkowo od czasu zamknięcia lotniska przychody z hotelu spadły o połowę.
1 kwietnia 2016 roku wszyscy przywódcy religijni w Brukseli zebrali pieniądze na pomnik upamiętniający ofiary zamachów. Wyrazili również chęć rozpowszechniania religijnego przesłania jedności całej Belgii oraz walki z ekstremizmem.
25 kwietnia 2016, stacja metra Maelbeek została ponownie otwarta w ramach podwyższonego bezpieczeństwa. Natomiast 1 maja na lotnisku w Brukseli na nowo otwarto halę odlotów przy wzmożonych środkach bezpieczeństwa, sześć tygodni po atakach terrorystycznych.
Burmistrz dzielnicy Molenbeek, Francoise Schepmans, zdecydował się zamykać meczety, w których stosowany był „język podżegający” do zamachów. Ustalono również, że z 1600 organizacji non-profit zarejestrowanych w dystrykcie, 102 miało powiązania z działalnością przestępczą, z czego 52 z religijnym radykalizmem oraz terroryzmem.

### Inne kraje
Wkrótce po wiadomościach o atakach w Belgii, zwiększono bezpieczeństwo, szczególnie na lotniskach, dworcach kolejowych i innych centrach transportowych, w Chinach, Danii, Francji, Niemczech, Grecji, Indonezji, Irlandii, Włoszech, Japonii, Malezji, Malcie, Holandii, Filipinach, Tajlandii,  Wielkiej Brytanii i Stanach Zjednoczonych. Ponadto 22 marca 2016 roku Izrael wstrzymał loty z Europy na resztę dnia; dodatkowe siły policji zostały rozmieszczone na granicy belgijsko-holenderskiej; Brytyjskie Biuro Spraw Zagranicznych oraz Wspólnoty podało, że belgijskie władze odradzały podróże do Brukseli w mało istotnych celach, natomiast urzędnicy z ambasady USA w Brukseli ostrzegali o możliwości wystąpienia większej liczby ataków, polecając „schronienie się w bezpiecznym miejscu i unikanie wszelkiego transportu publicznego”.

## Reakcje
Wiele krajów, szefów państw oraz organizacji międzynarodowych złożyło kondolencje i oświetliło zabytki w związku z zamachami w Brukseli. Jednodniową żałobę narodową ogłosiły Rumunia, Serbia, Chorwacja, Mołdawia, Litwa i Malta.
W telewizyjnym wystąpieniu do narodu 22 marca 2016 roku, król Filip I Koburg wyraził głębokie ubolewanie, zarówno swoje, jak i królowej Matyldy oraz zaoferował pełne wsparcie dla członków służb ratowniczych i bezpieczeństwa.
Po zamachach kilka struktur na całym świecie zostało oświetlonych barwami belgijskiej flagi, w tym Brama Brandenburska w Berlinie, Wieża Eiffla w Paryżu, Fontanna di Trevi w Rzymie, National Gallery na londyńskim Trafalgar Square i Burdż Chalifa w Dubaju. Gubernator Nowego Jorku Andrew Cuomo poinformował, że w nocy po atakach 1 World Trade Center zostanie podświetlony w kolorach flagi Belgii; tak samo zrobiono z budowlą Toronto Sign.
Niektóre internetowe strony informacyjne skrytykowały nieproporcjonalny nacisk na zamachy w Brukseli w porównaniu z podobnymi atakami w innych krajach, nawiązując zwłaszcza do zamachu w Ankarze w Turcji, który miał miejsce kilka dni wcześniej.